# Gmina Hanover (hrabstwo Crawford)

Położenie Gminy Hanover w hrabstwie Crawford

Gmina Hanover (ang. Hanover Township) – gmina w USA, w stanie Iowa, w hrabstwie Crawford. Według danych z 2000 roku gmina miała 226 mieszkańców, a jej powierzchnia wynosi 92,57 km².